# Chancenay

Chancenay este o comună în departamentul Haute-Marne din nord-estul Franței. În 2009 avea o populație de 1.042 de locuitori.

## Evoluția populației
| An        | 1975 | 1982 | 1990  | 1999  | 2006  | 2009  |
| --------- | ---- | ---- | ----- | ----- | ----- | ----- |
| Populație | 694  | 976  | 1.183 | 1.144 | 1.019 | 1.042 |